# Tonice-Bezedná
Tonice-Bezedná je přírodní rezervace, byla vyhlášena roku 1985 a nachází se v katastrálním území obce Velký Osek. Důvodem ochrany je systém tůní s leknínem bílým (Nymphaea alba) a mokré louky s bohatou květenou.